# Захарян, Анита Леонидовна
Анита Леонидовна Захарян (арм. Անիտա Զախարյան; род. 23 октября 1962, Ереван, Армянская ССР) — советская и американская спортсменка, игрок в настольный теннис, четырёхкратная чемпионка СССР в одиночном (1984, 1986) и парном (1979, 1980) разряде, чемпионка Европы в командных соревнованиях (1984), призёр соревнований «Дружба-84» в парном разряде (1984). Мастер спорта СССР международного класса (1979).

## Биография
Анита Захарян родилась 23 октября 1962 года в Ереване в семье советского тренера по спортивной гимнастике Леонида Захаряна. Начала заниматься настольным теннисом под руководством своей матери, многократной чемпионки СССР по этому виду спорта в парном и смешанном парном разряде Сюзанны Захарян (Аракелян). В конце 1970-х годов несколько раз становилась чемпионкой СССР и Европы среди юниоров.
В 1978 году дебютировала в национальной сборной СССР на чемпионате Европы в Дуйсбурге, где вместе с Саркисом Сархаяном дошла до полуфинала в смешанном парном разряде и завоевала бронзовую медаль этих соревнований. В 1979 и 1980 годах вместе с Людмилой Бакшутовой побеждала на чемпионате СССР в женском парном разряде.
Наибольшего успеха добилась в 1984 году, когда ей удалось стать чемпионкой СССР в одиночном разряде, чемпионкой Европы в командных соревнованиях и бронзовым призёром соревнований «Дружба-84» в парном разряде. В 1986 году вновь выиграла чемпионат СССР в одиночном разряде, после чего на время была вынуждена прервать свои выступления в связи с рождением ребёнка.
В 1989 году переехала в США, где возобновила свою спортивную карьеру. В 1991—1996 годах участвовала в чемпионатах США, в 1994 году в составе сборной этой страны выступала на Кубке мира.
В дальнейшем занималась тренерской деятельностью в «Gilbert Table Tennis Center» (Лос-Анджелес).